# Уоллас, Фрэнк
Фрэнк Валисе́нти (англ. Frank Valicenti), более известный как Фрэнк Уо́ллас (англ. Frank Wallace; 15 июля 1922, Сент-Луис, Миссури — 13 ноября 1979, там же) — американский футболист, нападающий, участник чемпионата мира 1950 года.

## Биография
Фрэнк родился под фамилией Валисенти, однако семья поменяла фамилию, когда он был маленьким. Во время второй мировой войны Фрэнк был схвачен немцами и 16 месяцев провёл в лагере военнопленных. После возвращения из плена в родной город Сент-Луис он начал карьеру футболиста.

## Карьера

### Клубная
Фрэнк играл на позиции нападающего за ряд клубов Американской футбольной лиги, среди которых были «Сент-Луис Уайлдкэтс», «Рафтери», «Стимфиттерс» и «Сент-Луис Симпкинс Форд». За последний он провёл 10 сезонов.

### В сборной
Дебютировал в сборной в 1949 году на Кубке Американских наций. Забил по мячу в ворота кубинцев в двух встречах с ними. В 1950 году принял участие в чемпионате мира в Бразилии, где сыграл во всех трёх матчах сборной. Отметился забитым мячом в последнем матче группового турнира против сборной Чили.
| Матчи Фрэнка Уолласа за сборную США | Матчи Фрэнка Уолласа за сборную США | Матчи Фрэнка Уолласа за сборную США | Матчи Фрэнка Уолласа за сборную США | Матчи Фрэнка Уолласа за сборную США | Матчи Фрэнка Уолласа за сборную США | Матчи Фрэнка Уолласа за сборную США |
| ----------------------------------- | ----------------------------------- | ----------------------------------- | ----------------------------------- | ----------------------------------- | ----------------------------------- | ----------------------------------- |
| №                                   | Дата                                | Место проведения                    | Соперник                            | Счёт                                | Голы                                | Турнир                              |
| 1                                   | 4 сентября 1949                     | Мехико, Мексика                     | Мексика                             | 0:6                                 | -                                   | Кубок Американских наций 1949       |
| 2                                   | 14 сентября 1949                    | Мехико, Мексика                     | Куба                                | 1:1                                 | 1                                   | Кубок Американских наций 1949       |
| 3                                   | 18 сентября 1949                    | Мехико, Мексика                     | Мексика                             | 2:6                                 | -                                   | Кубок Американских наций 1949       |
| 4                                   | 21 сентября 1949                    | Мехико, Мексика                     | Куба                                | 5:2                                 | 1                                   | Кубок Американских наций 1949       |
| 5                                   | 25 июня 1950                        | Куритиба, Бразилия                  | Испания                             | 1:3                                 | -                                   | Чемпионат мира 1950                 |
| 6                                   | 29 июня 1950                        | Белу-Оризонти, Бразилия             | Англия                              | 1:0                                 | -                                   | Чемпионат мира 1950                 |
| 7                                   | 2 июля 1950                         | Ресифи, Бразилия                    | Чили                                | 2:5                                 | 1                                   | Чемпионат мира 1950                 |

Итого: 7 матчей, 3 гола; 2 победы, 1 ничья, 4 поражения.
В 1976 году он был принят в Зал Американской Футбольной Славы наряду с другими игроками сборной образца 1950 года.
Умер в ноябре 1979 года в родном городе Сент-Луисе.